# Габрысь, Герард
Герард Леон Габрысь (пол. Gerard Leon Gabryś; 20 февраля 1933, Хожув) — польский шахтёр и политик, в 1981 (с 29 апреля по 20 июля) член Политбюро ЦК ПОРП. Деятель «партийного бетона», противник профсоюза «Солидарность», номинальный председатель «Катовицкого партийного форума».

## Партийный шахтёр
Родился в рабочей семье. Окончил горняцкую профессиональную школу в Хожуве. С 1951 работал на угольной шахте Barbara. Начинал помощником, потом был шахтёром, мастером-взрывником, инструктором по взрывным работам.
С 1964 состоял в ПОРП. С 1968 по 1971 — член партийного комитета шахты. В 1971—1975 — член Хожувского горкома ПОРП. На VII съезде в декабре 1975 избран в состав ЦК ПОРП, с декабря 1979 — член Катовицкого воеводского комитета. Партийная карьера Габрыся в 1970-е пришлась на правление Эдварда Герека с его «пропагандой успехов».

## Член Политбюро
Летом 1980 Польшу охватило мощное забастовочное движение, был создан независимый профсоюз «Солидарность». Среди польских рабочих, в том числе шахтёров, Герард Габрысь оказался исключением — он выступил против независимого профдвижения и примкнул к консервативно-догматичному «партийному бетону» ПОРП.
На Х пленуме ЦК 30 апреля 1981 кооптирован в состав политбюро ЦК. Первый секретарь ЦК ПОРП Станислав Каня и премьер-министр ПНР Войцех Ярузельский посчитали удачным пропагандистским ходом появление рядового шахтёра в высшем партийном органе. Габрысь высказывался за идеологическую чистку ПОРП «в соответствии с марксистско-ленинскими принципами», против реформистских «горизонтальных структур», возмущался «нападками на милицию» и «неприкосновенностью активистов „Солидарности“». При этом он не был политически популярен даже в парторганизации своего предприятия. В мае 1981 более ста членов ПОРП с шахты «Barbara» подписали письмо в ЦК, где отмежёвывались от Габрыся и его позиции.

## Катовицкий форум и конфликт
Политическая ситуация в Катовице и Катовицком воеводстве отличалась особенно жёсткой конфронтацией «Солидарности» и ПОРП. Профцентр «Солидарности» во главе со слесарем Анджеем Розплоховским и шахтёром Стефаном Палкой отличался радикальным антикоммунизмом; воеводская организация ПОРП во главе с первым секретарём Анджеем Жабиньским была одним из оплотов партийного «бетона». 15 мая 1981 воеводский комитет инициировал создание ортодоксально-догматической организации «Катовицкий партийный форум» (KFP). Реальным руководителем KFP был марксистско-ленинский философ Всеволод Волчев, по факту подчинённый Жабиньскому. Почти все члены организации принадлежали к идеологическому аппарату ПОРП. Однако председателем программного совета — номинально первым лицом — для создания «рабочего имиджа» был утверждён Герард Габрысь. Сам он старался не обсуждать публично этот свой статус, избегал появляться на собраниях KFP и ограничивался передачей материалов члену Политбюро Стефану Ольшовскому, главному стратегу партийных ортодоксов.
Группировка Волчева была малочисленна, но активна и имела аппаратный ресурс. KFP являлся политическим орудием руководящего «бетона» в верхушке ПОРП — Жабиньского, Ольшовского, Тадеуша Грабского, Мирослава Милевского. Резким нападкам подвергалась не только «Солидарность» и «горизонтали», но и партийно-государственные руководители, причисляемые к «либералам» и «центристам» — Юзеф Класа, Мечислав Раковский, Казимеж Барциковский, Тадеуш Фишбах, Эдвард Скшипчак, Кристин Домброва. Форум ставил задачу добиться смены руководства ПОРП на IX чрезвычайном съезде, привести к партийной власти руководителей «бетона». Роль Герарда Габрыся была в основном церемониальной, но он приобрёл на этом политическую известность и публичность. Его фамилия как «представителя маркистско-ленинских сил» упоминалась даже в отчётах Министерства госбезопасности ГДР (наряду с такими крупными политическими фигурами, как Станислав Чосек, Анджей Жабиньский, Станислав Кочёлек, Зыгмунт Найдовский, Януш Прокопяк, Ежи Путрамент, генерал Влодзимеж Савчук).
Крупным мероприятием KFP стал предсъездовская конференция и митинг в Катовице 9 июля 1981. Участвовали также представители других «бетонных» организаций, в том числе крупнейших — “Варшавы 80”, PFK, RSK, «Реальности». Мишенями критики стали уже лидеры страны и партии Каня и Ярузельский. Это вызвало резкую отповедь партийного руководства. Статью с критикой «ортодоксальных сектантов и догматиков» опубликовал главный печатный орган ПОРП Trybuna Ludu. Угрожающие речи в адрес KFP произнесли Каня, Барциковский, Раковский, Урбан. Жабиньский осудил KFP за «превышение компетенции». Положение сделалось опасным для организации.
Всегда лояльный партийному начальству Габрысь оказался совершенно не готов к такому повороту. Он поторопился заявить, что полностью разделяет позицию политбюро (по смыслу – Кани и Ярузельского), отмежевался от KFP и даже сказал, будто не соглашался принять пост председателя (последнее утверждение Волчев документально опровергнул). Однако на IX съезде он был выведен из политбюро и ЦК. Его место занял другой катовицкий шахтёр, Ежи Романик, считавшийся представителем «либерального крыла».

## Сейм, «Круглый стол» и пенсия
С середины 1981 Г. Габрысь дистанцировался от политики. Он не проявлялся ни в острых осенних конфликтах в Катовицком воеводстве (столкновения на шахте “Sosnowiec” и металлургическом комбинате “Хута Катовице”), ни в период военного положения. В 1985 был избран в Сейм ПНР, состоял в депутатском клубе ПОРП, был членом комитетов по горнодобыче и по обороне, участвовал в подготовке законопроектов о референдумах и о профсоюзах.
События весны-осени 1988, новая забастовочная волна 1988 года прошли без его участия. Однако он был привлечён к “Круглому столу” в 1989 году – входил в делегацию ПОРП и правительства, состоял в группе по горнобобыче.
В Республике Польша вышел на пенсию.